# Charles Augustin de Coulomb
Charles Augustin de Coulomb [šárl ogistên de kulón], francoski fizik, inženir in častnik, * 14. junij 1736, Angoulême, Francija † 23. avgust 1806, Pariz, Francija.

## Življenje in delo
Coulomb je novembra 1761 diplomiral na vojaški inženirski šoli v Mézièresu in dobil službo v francoski vojski. Med letoma 1764 in 1772 je služboval na otoku Martinique, kjer je bil zadolžen za projekt utrjevanja trdnjave Fort Bourbon. Tu se je poškodoval. Po vrnitvi se je zaposlil v  La Rochelleu. Leta 1773 je o svojem delu v statiki poročal Francoski akademiji znanosti. Z matematičnega stališča je pomembna njegova uporaba variacijskega računa pri problemih v statiki.
Leta 1777 je izumil torzijsko tehtnico. V letu 1779 je izdal pomembno delo o zakonih trenja Théorie des machines simples, en ayant égard au frottement de leurs parties et à la roideur des cordages, ki je sledilo dvajset let za razpravo o viskoznosti.
V Pariz se je stalno naselil leta 1781. Leta 1784 je izdal delo Teoretične raziskave in poskusi o torzijski sili in elestičnosti kovinske žice (Recherches théoriques et expérimentales sur la force de torsion et sur l'élasticité des fils de metal), kjer je opisal različne oblike svoje torzijske tehtnice. Uporabljal jo je z velikim uspehom pri raziskovanju porazdelitve električnega naboja na površinah, zakonom o električni in magnetni sili in matematični teoriji, za katero velja za začetnika.
Kljub temu, da je objavil še več razprav iz statike, pa je njegov največji prispevek na področju elektrike in magnetizma. Med letoma 1785 in 1791 je na to temo objavil sedem razprav, v katerih je obdelal naravo sile med električnima nabojema. Ugotovil je, da ta pojema s kvadratom razdalje med njima, kar danes poznamo kot Coulombov zakon. Najprej je leta 1785 objavil tri razprave od elektriki in magnetizmu:
- Premier Mémoire sur l’Electricité et le Magnétisme. V tej razopravi je Coulomb opisal »kako izdelati in uporabljati električno tehtnico (torzijsko tehntnico), katere delovanje temelji na lastnosti kovinskih žic, da v njih deluje torzijska sila, sorazmerna s torzijskim kotom«. Coulomb je tudi eksperimentalno določil zakon, ki pojasnjuje »kako dve telesi, naelektreni z enako elektriko, vplivata druga na drugega«.
- Sécond Mémoire sur l’Electricité et le Magnétisme. V tej razpravi je Coulomb izpeljal »določitev, po katerih zakonih magnetne in električne tekočine delujejo z odbijanjem ali s privlačevanjem«.
- Troisième Mémoire sur l’Electricité et le Magnétisme. »O količini elektrike, ki jo izolirano telo izgublja v določenem časovnem obdobju, s stikom z manj vlažnim zrakom, ali pri vzdrževanju več ali manj idio-elektrike«.

Nato je izdal še štiri razprave:
- Quatrième Mémoire »Tu sta predstavljeni dve glavni lastnosti električne tekočine. Ta tekočina se ne razširja v drugo telo glede na kemično afiniteto, ali s sorodnim privlačevanjem, ampak se porazdeli med različna telesa, ki so v stiku. V prevodnih telesih se tekočina, ki je dosegla ravnovesje, razširja po površini telesa in ne predira v notranjost«. (1786)
- Cinquième Mémoire »O načinu kako se električna tekočina porazdeli med prevodna telesa ki so v stiku in porazdelitvi te tekočine po različnih delih površine tega telesa.« (1787)
- Sixième Mémoire »Nadaljevanje raziskave o porazdelitvi električne tekočine med raztičnimi prevodniki. Določitev električne gostote v različnih točkah na površini teh teles.« (1788)
- Septième Mémoire. »O magnetizmu«. (1789)

Pojasnil je zakone privlaka in odboja med električnimi naboji in magnetnimi poli, čeprav ni našel povezav med pojavi. Menil je, da sta privlak in odboj posledica različnih vrst »električnih tekočin«.
Ukvarjal se je tudi s problemom prevajanja električnega toka, z izolatorji in prevodniki in ugotovil, da nad neko mejno vrednostjo električnega polja tudi izolatorji začno prepuščati tok.
Pred začetkom francoske revolucije 1789 je dal odpoved kot indendant vodne oskrbe in se upokojil na svojem posestvu v Bloisu. Po odloku Revolucionarne vlade so ga spet poklicali v Pariz na konferenco da bi določili nove merske enote.Bil je eden prvih ljudi iz Državnega inštituta, leta 1802 pa so ga imenovali za inšpektorja javnih inštrukcij. Njegovo zdravje pa je bilo že zelo krhko in je štiri leta kasneje umrl.
Po njem se imenuje izpeljana enota mednarodnega sistema enot coulomb (kulon) za električni naboj.